# Фракиец (гладиатор)
Фракиец (лат. thraex— представитель народа Фракии) — тип гладиаторов, первоначально были фракийцами по происхождению, затем название перешло на комплекс вооружения вне зависимости от происхождения бойца.
Гладиаторские бои в Древнем Риме были чрезвычайно популярны, а количество гладиаторов так велико, что существовала целая их классификация по типу вооружений, тактике боя и правилам поединков. Так, среди прочих гладиаторов были гладиаторы-фракийцы. 
Фракийцы экипировались доспехами, отличавшимися от доспехов прочих гладиаторов: они имели набедренную повязку, пояс, доспех для предплечья, большой шлем, закрывающий всю голову и украшенный стилизованным грифоном (мифическим существом — наполовину львом, наполовину орлом) на лбу или на передней части гребня (грифон был символом богини возмездия Немезиды), маленький круглый или приплюснутый щит и два больших поножа. Их оружием был небольшой фракийский кривой меч — сика, который был коварным оружием, поскольку позволял неожиданно подрезать слабо защищённые обратные части рук и ног. Являлись подвидом мурмиллона. Противниками выступали, обычно, также мурмиллоны, но других специализаций — гопломахи (мурмиллон с копьём), провокаторы (мурмиллоны с большим щитом), реже ретиарии (оружие — трезубец и сеть) или секуторы (мурмиллоны с шаровидным шлемом с маленькими отверстиями для обзора).